# Tarasivka, Hrebinka
Tarasivka (în ucraineană Тарасівка) este o comună în raionul Hrebinka, regiunea Poltava, Ucraina, formată numai din satul de reședință.

## Demografie
Componența lingvistică a comunei Tarasivka
     Ucraineană (98,2%)
     Rusă (1,5%)
     Alte limbi (0,3%)
Conform recensământului din 2001, majoritatea populației comunei Tarasivka era vorbitoare de ucraineană (98,2%), existând în minoritate și vorbitori de rusă (1,5%).